# Val Forno

Historisches Luftbild von Werner Friedli (1954)

Das Val Forno (deutsch Fornotal) ist ein Tal südlich von Maloja im Schweizer Kanton Graubünden mit dem Fornogletscher im Talschluss. 

## Beschreibung
Das Tal wird von der Orlegna durchflossen, die dem Gletscher entspringt. Bei Plan Canin gabelt sich das Tal: In südwestlicher Richtung liegt das obere Val Forno mit dem Fornogletscher, südöstlich das Seitental Val Muretto Richtung Murettopass (Übergang nach Italien).
Weiter talabwärts liegt der Lägh da Cavloc.
Ein Wanderweg führt von Maloja durch das gesamte Val Forno bis zum Fornogletscher und zur Fornohütte am Hang östlich des Gletschers. Der Weg ist bis zum Lägh da Cavloc einfach begehbar und wird dann Richtung Gletscher zunehmend steiniger und anspruchsvoller.

## Weblinks

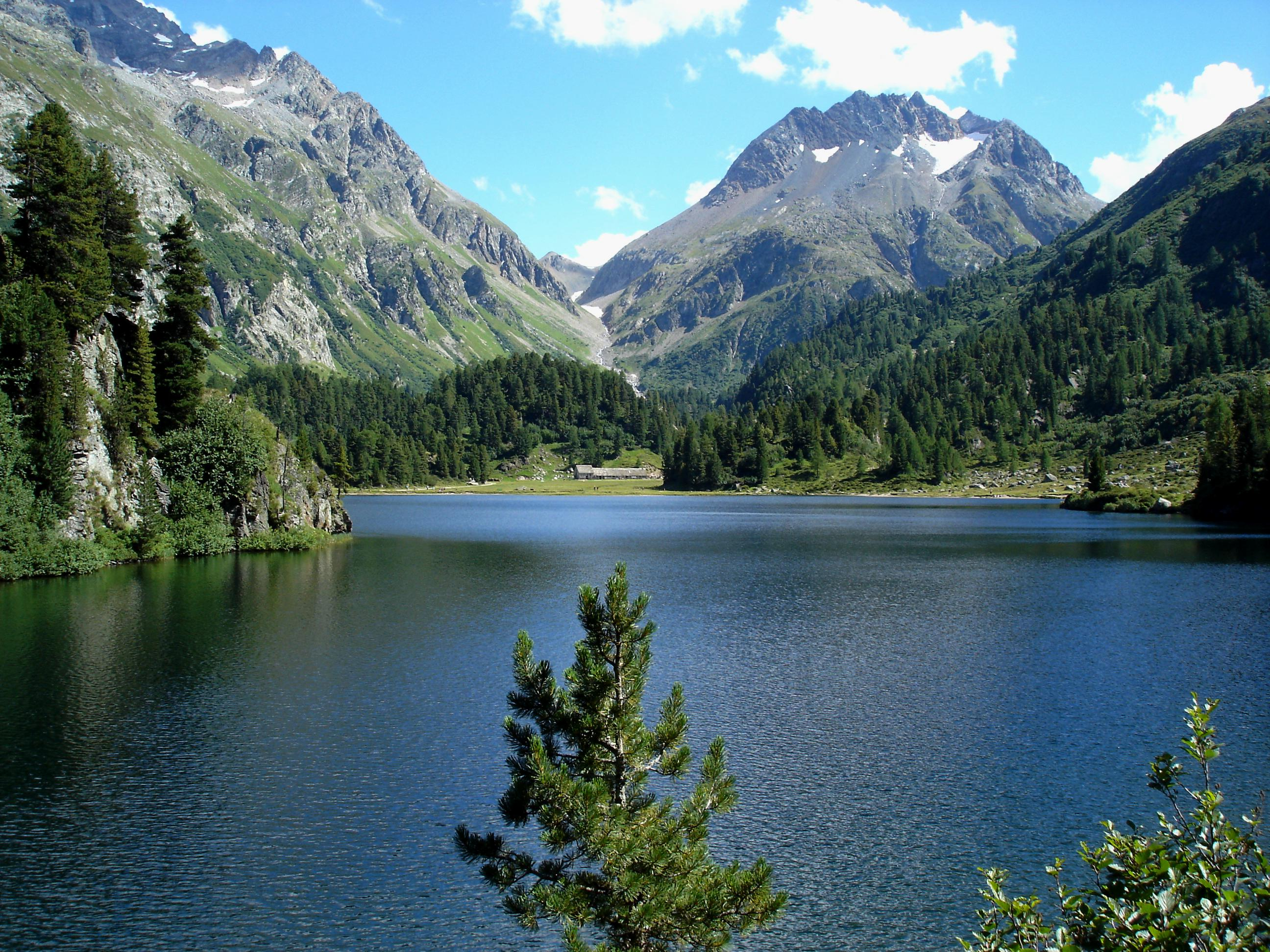
Der Lägh da Cavloc mit dem Monte del Forno im Hintergrund